# Euopsis granatina
Euopsis granatina är en lav som först beskrevs av Søren Christian Sommerfelt 1826 och som fick sitt nu gällande namn av William Nylander 1875. 
Euopsis granatina ingår i släktet Euopsis och familjen Lichinaceae.  Arten är reproducerande i Sverige. Inga underarter finns listade i Catalogue of Life.